# دائرة الإحصاءات العامة (الأردن)
دائرة الإحصاءات العامة الأردن (بالإنجليزية: Department of Statistics)‏

## نبذة عامة
تأسست دائرة الإحصاءات العامة في الأردن في عام 1949 وفقًا لقانون الإحصاءات العامة، وقد لعبت دورًا هامًا في دعم التنمية الاقتصادية والاجتماعية للبلاد. من أبرز إنجازاتها إجراء مجموعة واسعة من التعدادات والمسوحات في مجالات الديموغرافيا، والزراعة، والصناعة، والإسكان، مما ساهم في دعم التخطيط الحكومي وصياغة السياسات، خاصة في القطاعات الاقتصادية والاجتماعية.
منذ ستينيات القرن الماضي، كانت الدائرة حاسمة في إنشاء قاعدة بيانات إحصائية قوية، داعمة لمختلف خطط التنمية الوطنية، مثل خطة التنمية الاجتماعية والاقتصادية لسبع سنوات من 1964 إلى 1971. وفي العقود التالية، توسع التركيز ليشمل الإحصاءات الزراعية وقوى العمل، إلى جانب تحسينات في نظم تكنولوجيا المعلومات لتحسين كفاءة جمع البيانات وتحليلها. كما تشارك الدائرة في التعاون الدولي مع عدة منظمات مثل جامعة الدول العربية والأمم المتحدة والبنك الدولي لتعزيز قدراتها الإحصائية.
تُمارس الدائرة وظائفها ومسؤولياتها بموجب قانون الإحصاءات العامة رقم 12 لعام 2012، وقبل ذلك كان بموجب قانون الإحصاء العام 24 لعام 1950، الذي يحدد دورها في جمع وتنسيق وتحليل ونشر البيانات الإحصائية. كما أن لديها الحق الحصري في جمع المعلومات الإحصائية، مما يضمن دقة وسرية البيانات، وقد بدأت الدائرة عملها الميداني والمكتبي بعدد متواضع من العاملين، حيث تم خلال تلك الفترة توفير بيانات إحصائية أساسيه عن النواحي الاقتصادية والاجتماعية في المملكة.

## وصلات خارجية
- موقع دائرة الإحصاءات العامة
- التعداد العام للسكان والمساكن 2015